# Licuala hexasepala
Licuala hexasepala är en enhjärtbladig växtart som beskrevs av François Gagnepain. Licuala hexasepala ingår i släktet Licuala och familjen Arecaceae. Inga underarter finns listade i Catalogue of Life.